# Râul Cizer
Râul Cizer este un curs de apă, unul din cele două brațe care formează râul Crasna. Unele studii, inclusiv Cadastrul Apelor, consideră că râul Cizer este brațul principal și astfel constituie cursul superior al râului Crasna.